# Vùng 3 Cảnh sát biển Việt Nam
BTL Vùng Cảnh sát biển 3 trực thuộc Bộ Tư lệnh Cảnh sát biển là Bộ Tư lệnh cảnh sát biển độc lập tác chiến Quản lý và bảo vệ từ Cù Lao Xanh tới bờ bắc cửa Định An (Trà Vinh) và Biển Đông.

## Lịch sử hình thành
- Ngày 07 tháng 3 năm 2001, thành lập Vùng 3 Cảnh sát biển trực thuộc Cục Cảnh sát Biển, Quân chủng Hải quân.
- Ngày 10 tháng 9 năm 2014, đổi tên thành Vùng 3 Cảnh sát biển trực thuộc Bộ Tư lệnh Cảnh sát biển[5]

## Lãnh đạo hiện nay[6]
- Tư lệnh: Thiếu tướng Ngô Bình Minh (nguyên Tư lệnh Vùng CSB 1)
- Chính ủy: Đại tá Lê Văn Tú
- Phó Tư lệnh - Tham mưu trưởng: Đại tá Nguyễn Minh Khánh
- Phó Tư lệnh Pháp Luật: Đại tá Nguyễn Đức Hiếu
- Phó Tư lệnh Quân sự: Đại tá Nguyễn Trần Đông (nguyên Hải đội trưởng Hải đội 301)
- Phó Chính ủy: Đại tá Cao Xuân Quận (nguyên Chủ nhiệm Chính trị BTL Vùng 1 CSB)

## Tổ chức chính quyền
- Phòng Tham mưu
- Phòng Chính trị: Chủ nhiệm: Thượng tá Bùi Vĩnh Trân
- Phòng Hậu cần-Kỹ thuật: Chủ nhiệm: Trung tá Lê Xuân Thu
- Phòng Pháp luật
- Phòng Phòng chống tội phạm vi phạm
- Ban Tài chính
- Ban Quan hệ quốc tế
- Trung tâm Tìm kiếm cứu nạn và Bảo vệ môi trường
- Hải đội 301
- Hải đoàn 32
- Hải đội 33
- Trạm Cảnh sát biển 3
- Chi đội Kiểm ngư 2